# Słocina (Rzeszów)

Panorama Rzeszowa ze Słociny

Słocina – część Rzeszowa, dzielnica niestanowiąca jednostki pomocniczej gminy, ulokowana we wschodniej części miasta. Dawna wieś. Do 1954 r. istniała gmina Słocina.
Jest najdalej wysuniętą na wschód dzielnicą miasta.

## Historia
Najstarsza wzmianka pochodzi z 1423 r. Kult patrona św. Rocha obecny był tutaj od XVI wieku.

### Historia wsi Słocina przed całkowitym włączeniem do Rzeszowa
Słocina leży na pograniczu Pogórza Karpackiego i Kotliny Sandomierskiej. Region ten nazywany jest popularnie Pogórzem Rzeszowskim. W jej pobliżu przepływa rzeka Młynówka, która jest jednym z wielu dopływów rzeki Wisłok.
Archeolodzy stwierdzili, że pierwsze ślady osadnictwa na tym terenie sięgają epoki datowanej na okres ok. 4000–1800 lat przed narodzinami Chrystusa. Okres X wieku to czasy, kiedy Słocina, Tyczyn należały do Rusi.
Dopiero czasy polskiego króla Kazimierza Wielkiego to ożywienie osadnictwa na tym obszarze. Mieszkańcy tych rejonów zajmowali się rolnictwem, rybołówstwem, hodowlą i rzemiosłem. Bujność lasów, które występowały na tych terenach, każe podejrzewać, że nieobce było również łowiectwo i zbieractwo. Słocina i jej historia związana jest z włościami zalesko-tyczyńskimi i jej właścicielami. Czasy rządów króla Ludwika Węgierskiego oraz królów polskich z rodu Jagiellonów to okres, gdy bardzo często zmieniają się właściciele tej okolicy, a wydarzenia te miały często dramatyczny charakter. Właścicielami Słociny i okolic byli m.in.: Otto Pilecki – wojewoda sandomierski (z tego okresu pochodzi pierwsza źródłowa wiadomość o Słocinie zawarta w dokumencie z 1420 r., był fundatorem parafii rzymskokatolickiej). W 1450 r. właścicielem był Jan z Pilczy wnuk Ottona, a syn Elżbiety Granowskiej trzeciej żony Władysława Jagiełły. Kostkowie, Jan Klemens Branicki, który stał się właścicielem Słociny z tytułu posagu, jaki wniosła jego żona Anna z Wapowskich. Od 1802 r. spadkobiercami byli hrabiowie Potoccy. W 1813 r. zmienił się właściciel, został nim Tadeusz Mostowski. W latach 1814–1841 dziedziczką Słociny z przerwami była Marianna Mostowska. W okresie tym włościami zarządzał Jan Gniewosz. Rodzina Szymanowskich od 1842 r. była kolejnymi właścicielami Słociny. Później majątek został odziedziczony przez Zofię Wallis, córkę Maurycego Szymanowskiego. W latach 1908–1922 mieszkała tutaj jego wnuczka Maria Wallis, baronowa Brunicka. Ostatnią dziedziczką Słociny była Anna Chłapowska.
Do Cesarstwa Austriackiego została włączona w 1772 r., tj. w trakcie I rozbioru Polski. W okresie I wojny światowej ciągłe przemarsze wojsk austriackich, rosyjskich, a związane z tym wysokie świadczenia na rzecz wojska i wojny przyczyniły się do pogorszenia warunków materialnych miejscowej ludności. Mimo to bardzo prężnie rozwijał się ruch ludowy i włościański, którego owocami były na przestrzeni wieków: kółko rolnicze, straż pożarna, dom starców, szkoła niosąca oświatę na tym terenie. II wojna światowa to bolesny okres w historii Słociny i jej mieszkańców. Po zakończeniu wojny, już w 1945 r., wznowiono naukę w tymczasowym budynku szkolnym, w którym uczyło dziesięciu nauczycieli. Oświata była tak ważnym elementem życia mieszkańców, że w 1967 r. powołano Społeczny Komitet Budowy Szkoły. Jednym z animatorów, a później jego dyrektorem, był Edward Filip. W 1970 r. otworzono nową szkołę, której nadano imię Bohaterów 27 Pułku Piechoty. Od tego czasu oświata dzięki uporowi mieszkańców, pracy władz lokalnych funkcjonuje i rozwija się. Wymiernym efektem tej działalności była budowa gimnazjum, które działa od roku szkolnego 2003/2004.

### Włączenie sołectwa Słocina do Rzeszowa
W 1951 r. część terenu należącego administracyjnie do wsi Słocina (rejon dzisiejszych ulic Paderewskiego od strony skrzyżowania z al. Rejtana do obecnej ul. Krzyżanowskiego oraz południowy rejon obecnej ul. Mieszka I wraz z bocznymi) przyłączono do miasta Rzeszowa.
W 1977 r. nastąpiło kolejne poszerzenie granic miasta i wraz z kolejną, znaczną częścią Słociny przyłączono do Rzeszowa Zalesie, Wilkowyję oraz części: Białej, Miłocina, Przybyszówki.
1 stycznia 2006 do dzielnicy została dołączona reszta wsi Słocina.

## Zabytki
- Kościół świętych Rocha i Marcina (1916 rok, neogotyk)
- Kapliczka naprzeciw kościoła
- Stary cmentarz
- Dworek Chłapowskich
- Park dworski